# Dioscorea dendrotricha
Dioscorea dendrotricha là một loài thực vật có hoa trong họ Dioscoreaceae. Loài này được Uline mô tả khoa học đầu tiên năm 1897.